# 支树平
支树平（1953年6月—），山西省怀仁县人；南开大学经济学硕士，中国人民大学经济学博士、经济师。现任中国人民政治协商会议全国委员会提案委员会副主任，中国人民政治协商会议第十三届全国委员会常务委员。1974年3月加入中国共产党；是中共第十六届中央候补委员，第十七届中纪委委员，第十八届中央委员。曾任国家质量监督检验检疫总局局长。

## 从政经历
支树平早年曾在山西省大同矿务局永定庄矿中学任教，后来一直在矿务局担任党工职务。1985年，由大同矿务局共青团委书记调升共青团山西省委副书记；1990年，晋升共青团山西省委书记。1994年，在离开共青团系统后，支树平转任中共山西省委组织部副部长；后历任山西省委常委、组织部长，河南省委常委、组织部长，河南省委副书记。
2005年，支树平调中央，出任国家质量监督检验检疫总局副局长、党组副书记；2010年8月，接替王勇出任国家质检总局局长。2018年1月，当选第十三届全国政协常务委员，同时出任中国人民政治协商会议全国委员会提案委员会副主任。

## 荣誉

### 外国勋章奖章
- 乌拉圭东岸共和国奖章（乌拉圭，2016年10月7日批准[3]）